# Attus albosignatus
Attus albosignatus är en spindelart som beskrevs av Władysław Taczanowski 1871. Attus albosignatus ingår i släktet Attus och familjen hoppspindlar. Inga underarter finns listade.